# Benjamin Tammuz
Benjamin Tammuz (en hébreu : בנימין תמוז) est un écrivain, journaliste, sculpteur et critique littéraire israélien né le 11 juillet 1919 à Kharkov en Ukraine soviétique et mort d'un cancer le 19 juillet 1989 à Tel Aviv.

## Biographie
Tammuz et sa famille émigrent en Palestine mandataire en 1924. Il suit ses études au Lycée hébraïque de Jaffa, puis, à l'université de Tel-Aviv, il étudie le droit et l'économie. Tammuz étudie ensuite l'histoire de l'art à l'université de Paris entre 1950 et 1951.
Tammuz est l'un des membres les plus importants du pan culturel du mouvement des Cananéens entre 1939 et 1950. Le mouvement cherche à refonder Israël non plus comme un État juif mais comme un État hébreu, évitant ainsi le conflit avec les Arabes. Jusqu'à sa mort, Tammuz défend la coexistence pacifique entre les Arabes et les Juifs dans la région,,.
Tammuz est critique littéraire au quotidien Haaretz et de 1965 à 1971, il est rédacteur en chef du supplément littéraire du journal.
Entre 1979 et 1984, Tammuz est écrivain en résidence à l'université d'Oxford.
Son roman Le Minotaure, d'abord paru dans sa version anglaise, est élu livre de l'année en 1981 en Angleterre.
Tammuz a reçu les prix Talpir en 1970, Ze'ev (he) en 1971 et le prix du Premier ministre (en) en 1978.
Son fils Jonathan Tammuz (en) est réalisateur de films.
L'œuvre de Tammuz se déroule dans la société israélienne contemporaine (de la Palestine mandataire aux années 1980) et les personnages sont souvent des pionniers, arrivés en Israël avant la guerre. Elle est écrite dans un style réaliste et ironique,,.
Artiste aux multiples talents, Tammuz est aussi un auteur de littérature pour enfants et un sculpteur. Il a participé à plusieurs expositions de sculpture et est, en particulier, l'auteur d'une sculpture en hommage aux pilotes israéliens morts qui est érigée dans le parc de l'Indépendance à Tel Aviv,.

## Ouvrages traduits en français
- Le Verger (1972, traduction parue en 1996), Éditions Mille et Une Nuits  (ISBN 978-2842050399)
- Le Minotaure (1980, traduction parue en 1983), Buchet/Chastel
- Le Caméleon et le Rossignol (1989, traduction parue en 1993), Éditions Actes Sud  (ISBN 9782868699886)